# Думітру Прунаріу

Думітру Дорін Прунаріу (народився 27 вересня 1952, Брашов) — румунський космонавт. Герой Румунії (1981). Герой Радянського Союзу (1981). Перший і єдиний румунський космонавт.

## Біографія
1971 року закінчив фізико-математичну школу в Брашові. У 1976 році закінчив Аерокосмічний факультет (Facultatea de Constructii Aerospatiale) Бухарестського політехнічного інституту (за спеціальністю — авіаційний інженер) та почав працювати інженером на авіаційному заводі IAR — Brasov у місті Брашов. У 1977 році, після відбору кандидатом у космонавти, призваний на військову службу до ВПС Румунської армії та переведений на роботу цивільним інженером до ВПС. Потім вступив до Румунського військово-повітряного училища (1977) і став пілотом ВПС.
У січні 1978 року був відібраний як один із двох кандидатів у космонавти (спільно зі своїм майбутнім дублером Думітру Дедіу) і 20 березня 1978 року приступив до підготовки в ЦПК імені Гагаріна у складі групи «Інтеркосмос» № 2.
У жовтні-грудні 1980 року проходив підготовку у складі екіпажу разом із Євгеном Хруновим, якого у січні 1981 року змінив Леонід Попов. Спочатку екіпаж розглядався як другий, але 13 травня 1981 року на засіданні Державної комісії його назвали основним.
14 травня 1981 здійснив політ у космос на космічному кораблі Союз-40, ставши першим румунським космонавтом. 
Провів 8 днів на космічній станції Салют-6, на якій працював екіпаж 5-ї основної експедиції (Володимир Ковалонок та Віктор Савіних), займаючись науковими дослідженнями та експериментами, зокрема дослідженнями магнітного поля Землі. До польоту Султана Аль Сауда був наймолодшим (за датою народження) з тих, хто злітав у космос.
Після повернення до Румунії служив старшим інспектором з аерокосмічних справ Міністерства оборони Румунії (ця посада була створена спеціально для нього).

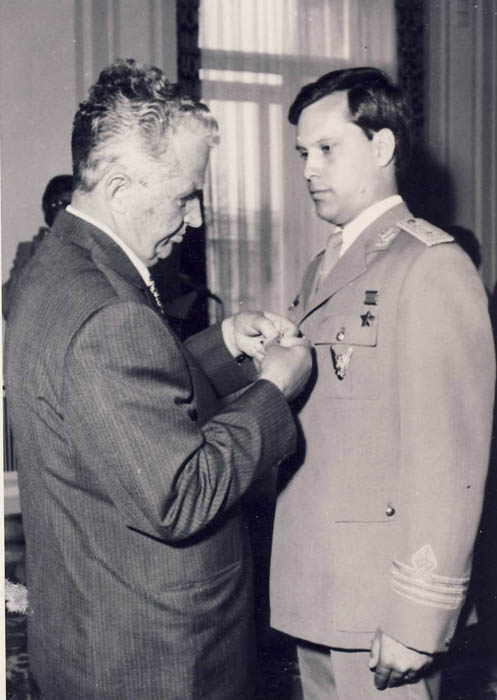
Ніколае Чаушеску нагороджує Думітру Прунаріу

З 1981 викладав на аерокосмічному факультеті Бухарестського політехнічного інституту. У жовтні 1985 року був одним із засновників Асоціації учасників космічних польотів (АУКП) на конгресі під Парижем. У січні 1990 року був призначений заступником міністра транспорту та директором цивільної авіаційної програми Румунії.
У 1991 році закінчив Міжнародний інститут підготовки авіаційного управлінського персоналу (International Aviation Management Training Institute — IAMTI / IIFGA) в Монреалі.
У 1992 році був призначений членом ради Румунської космічної агенції (ROSA), з 1998 по 2004 рік — Президент-Генеральний директор ROSA.
У 1999 році захистив дисертацію та отримав ступінь доктора філософії Ph.D. в галузі аерокосмічного машинобудування.
1999 року закінчив шестимісячні курси в Національному військовому коледжі.
Починаючи з 1992 року, був постійним представником Румунії в Комітеті ООН з мирного використання космічного простору (МІКП). У червні 2003 року обраний (на період 2004—2005) головою Наукового та Технічного підкомітету Комітету ООН з МІКП.
З лютого 2004 по липень 2005 був послом Румунії в Росії.
З 2006 року — Голова Ради Румунської космічної агенції. Очолював представництво Румунії при Європейському Союзі у Брюсселі. У червні 2010—червні 2012 року — голова Комітету ООН з використання космічного простору в мирних цілях.

## Сім'я
- Дружина (одружилися 1974 року) — Прунаріу Кріна Родіка (Prunariu Crina Rodica; народилася 6 січня 1953), закінчила факультет авіаційних інженерів Бухарестського політехнічного інституту, потім на дипломатичній роботі, 2007 року була послом Румунії у Вірменії.
- Син — Раду-Каталін (Prunariu Radu-Catalin; народився 28.12.1975), закінчив фінансово-економічний факультет університету, потім працював у авіації.
- Син — Овідіу-Даніел (Prunariu Ovidiu-Daniel; народився 15.12.1977), займався міжнародними відносинами.

## Військові звання
- молодший лейтенант ВПС запасу (з вересня 1977);
- старший лейтенант ВПС (з березня 1978);
- капітан (з травня 1981);
- полковник (з 1990 року);
- генерал ВПС (з 25.10.2000);
- генерал-майор ВПС (з 24.10.2003).

## Нагороди
- Герой Соціалістичної Республіки Румунія (указом Президента СРР Ніколае Чаушеску від 22 травня 1981);
- Орден «Перемога Соціалізму»;
- Великий офіцер ордену Зірки Румунії (1 грудня 2000)[1] ;
- Герой Радянського Союзу (1981);
- Орден Леніна (СРСР) (1981);
- Медаль «За заслуги в освоєнні космосу» (Росія, 12 квітня 2011 року) — за великий внесок у розвиток міжнародного співробітництва в галузі пілотованої космонавтики[2] .
- Почесний громадянин Бухареста (29 вересня 2022)[3] .